# August Heisenberg

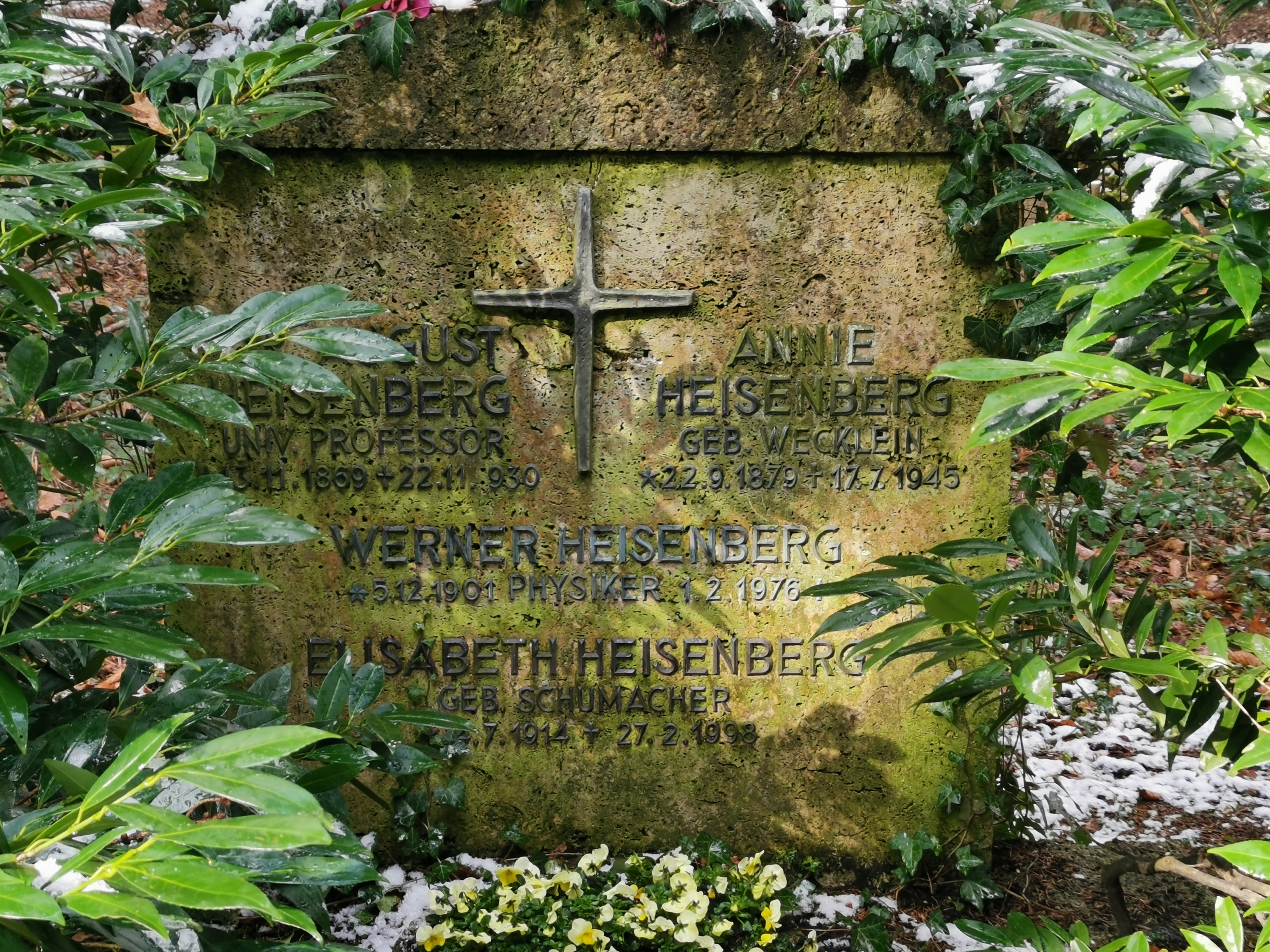
Grobowiec prof. Augusta Heisenberga

August Heisenberg (ur. 13 listopada 1869 w Osnabrücku, zm. 22 listopada 1930 w Monachium) – niemiecki historyk, bizantynolog.

## Życiorys
Studiował filologię klasyczną na uniwersytetach w Marburgu, Lipsku i Monachium. W 1901 roku habilitował się na Uniwersytecie Uniwersytet Juliusza i Maksymiliana w Würzburgu i wykładał tam od 1908.
W 1910, po śmierci Karla Krumbachera, został profesorem bizantynologii w Monachium. Zajmował się historią ogólną, a także historią sztuki, ale bizantynologii przysłużył się przez nowe krytyczne wydania autorów bizantyńskich i przygotowane do nich komentarze.
Był ojcem fizyka Wernera Heisenberga oraz chemika Erwina Heisenberga.

## Prace
- Zu den armenisch-byzantinischen Beziehungen am Anfang des 13. Jahrhunderts, München 1929.
- Byzantinische Papyri in der K. Hof- u. Staatsbibliothek zu München, Leipzig 1914.
- Ikonographische Studien, München 1922.
- Ungarn und Byzanz, München 1929.
- Quellen und Studien zum spatbyzantinischen Geschichte, London 1973.
- Studien zur Tektojeschichte des Georgio Akropolites, Landau 1894